# 戈萬達 (紐約州)
戈萬達（英語：Gowanda）是位於美國紐約州卡特羅格斯縣及伊利縣的村。

## 人口
根據2020年美國人口普查的數據，戈萬達的面積為4.17平方千米，當中陸地面積為4.13平方千米，而水域面積為0.04平方千米。當地共有人口2513人，而人口密度為每平方千米603人。